# Пиревина
Пиревина (пировина, пирика, обична пирика), лат. Agropyrum repens, је вишегодишња биљка из породице трава (Poaceae)
Порекло имена:
- рода - из грчког језика од  = поље и pyros = пшеница
- врсте - из латинског језика од  repens = пузећи (због ризома)

## Опис биљке
Стабљике достижу висину до 150 cm и полазе са танких, чланковитих хоризонталних ризома који се пружају у више спратова и веома су отпорни на смрзавање и сушу. Дужина ризома може да достигне и до 5000 km по једном хектару. На 1m² земљишта може се наћи око 25.000 пупољака и ризома чија тежина износи око 3kg. На усправним стабљикама налазе се листови и класови. Листови су голи и на лицу храпави, а лисни рукавци могу да буду длакави или голи. Цваст клас састоји се од јајасто-ланцеластих класића који су распоређени у два реда и окренути пљоснатом страном ка оси цвасти. Плод је дужине 6-7 mm и покривен длакама.

## Станиште
Пиревина је космополитска биљка умерене зоне и веома је жилава и отпорна тако да ју је као коров тешко истребити. Расте на различитим земљиштима, како у култури тако и на необрађеном земљишту, али јој највише одговара лакше и влажније. Расте поред путева по шипражју, међама, као коров на њивама, на ливадама и песку, уз обалу река, шумама, шибљацима, вртовима, воћњацима, виноградима и др.

## Хемијски састав дроге
Као дрога користи се ризом (Graminis rhizoma, сладуњавог укуса, који се сакупља у јесен или рано пролеће и садржи:
- угљене хидрате (око 8%)
- слуз (око 10%)
- органске киселине
- мало етарског уља
- сапонине, који су недовољно истражени
- гуму
- цијаногене гликозиде и др.

## Употреба
Пиревина појачава излучивање мокраће па се користи у лечењу упале мокраћних путева, избацивања ситних каменчића из бубрега, ублажавање кашља и олакшава рад срца. У народној медици је позната као лек за гихт и реуму. Од екстракта пиревине праве се дијететски производи који помажу код неких лакших облика дијабетеса.
Приликом употребе пиревине треба се придржавати наведених доза јер у супротном може довести до хипокалијемије због присуства цијаногених гликозида.
Некада се радило на укрштању пиревине са пшеницом.

## Галерија
- цваст
- залистак
- ризоми